# اسکار فریره
اسکار فریره (زادهٔ ۱۵ فوریهٔ ۱۹۷۶) رکابزن حرفه‌ای سابق اهل اسپانیا است که در رشتهٔ دوچرخه‌سواری جاده فعالیت می‌کرد. او یکی از بهترین رکابزنان سرعتی بود و سه بار قهرمان جهان شد. سه بار برندهٔ میلان–سانرمو شد. همچنین در ۴ مرحلهٔ تور دو فرانس و ۷ مرحلهٔ ووئلتا اسپانیا به پیروزی رسید.
فریره نوعی فلسفهٔ تمرینی داشت و مسافت‌های کمتری را نسبت به بیشتر رکابزنان حرفه‌ای طی می‌کرد.

## فعالیت حرفه‌ای
فریره در تورلاوگا زاده شد و در سال ۱۹۹۸ با پیوستن به تیم ویتالیسیو سگوروس حرفه‌ای شد. در آن فصل در یک مسابقه پیروز شد که یکی از مراحل تور کاستیا و لئون بود. در فصل ۱۹۹۹ پیروزی‌های اندکی تا مسابقات قهرمانی جهان به دست آورد. او به ورونا رفت تا فهرست تیم اسپانیا را کامل کند و جایزهٔ قهرمانی جهان را صرف خرید آسانسور برای آپارتمان مادربزرگش کرد.
فریره در سال ۲۰۰۰ به تیم ماپی-کوییک‌استپ پیوست که از سال ۱۹۹۴ بهترین تیم رده‌بندی بود. در آن سال در ۱۱ مسابقه از جمله ۲ مرحله از ووئلتا اسپانیا به پیروزی رسید. همچنین در مسابقات قهرمانی جهان بر سکوی سوم ایستاد. در فصل ۲۰۰۱ دومین بار قهرمان جهان شد و در فصل ۲۰۰۲ در یک مرحله از تور دو فرانس پیروز شد.

### رابوبانک (۲۰۰۳ تا ۲۰۱۱)
در فصل ۲۰۰۳ به تیم رابوبانک رفت و در نخستین فصل حضور خود، برندهٔ شش مسابقه شد. در فصل ۲۰۰۴ برندهٔ میلان–سانرمو و نایب قهرمان تیرنو–آدریاتیکو شد، در یک مرحله از ووئلتا به پیروزی رسید و برای سومین بار، قهرمان جهان شد. فصل ۲۰۰۵ را با قهرمانی در تیرنو–آدریاتیکو و چند مسابقهٔ دیگر آغاز کرد. سپس به دلیل درد زینی از ادامهٔ فصل بازماند.
در فصل ۲۰۰۶ برندهٔ یک مرحله از تیرنو–آدریاتیکو و تور سوئیس شد. در تور دو فرانس، در دو مرحله به پیروزی رسید و تا هنگام کناره‌گیری به دلیل بیماری، در رقابت برای پیراهن سبز امتیازی بود. سپس فاتح کلاسیک واتنفال شد و دوباره به دلیل مصدومیت گردن و ستون فقرات، ادامهٔ فصل را از دست داد.

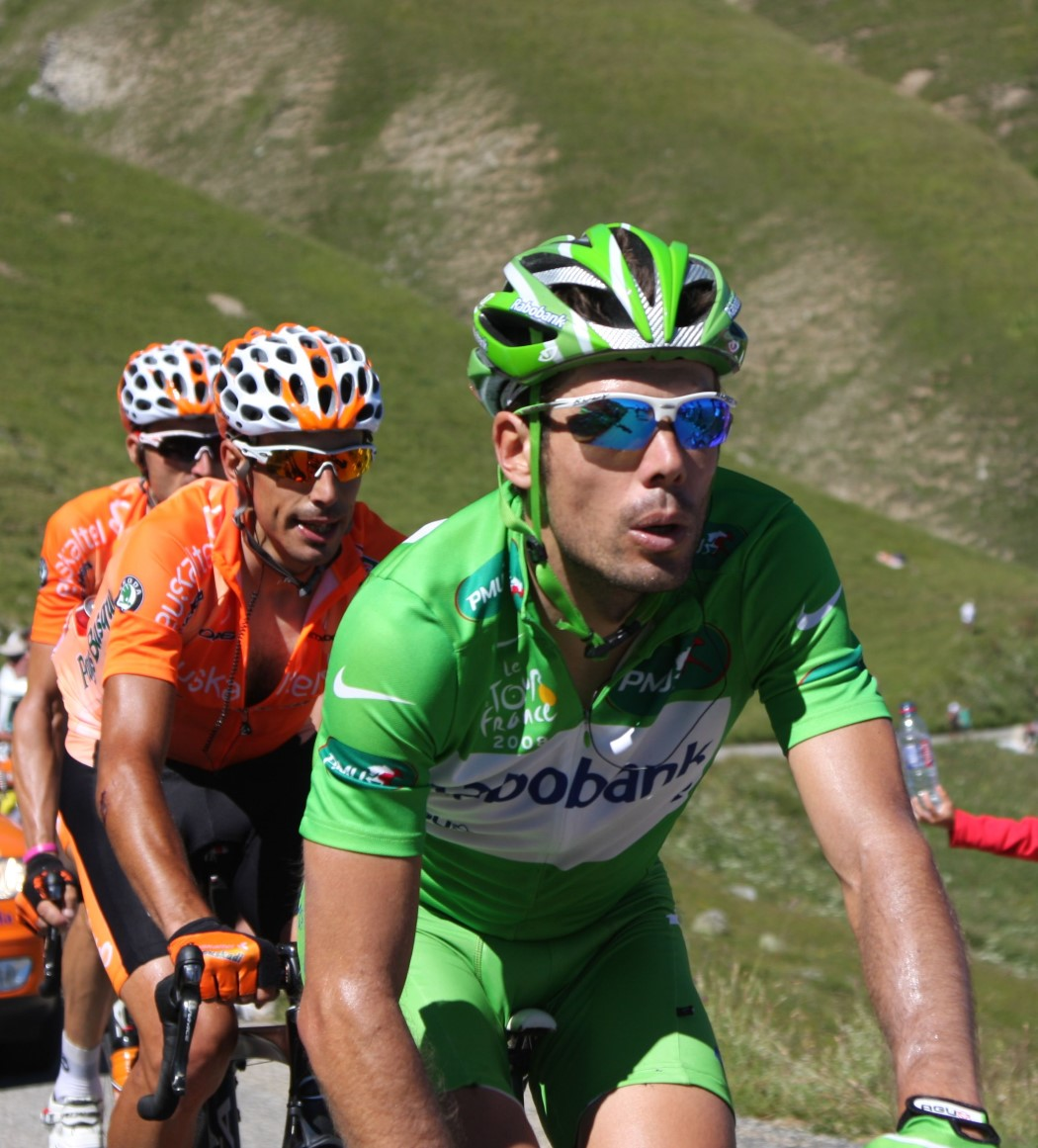
فریره در تور دو فرانس ۲۰۰۸

در تور دو فرانس ۲۰۰۷ موفقیتی به دست نیاورد که یکی از دلایل آن، حمایت از رهبری میشل راسموسن بود. در همان فصل، در سه مرحله از ووئلتا پیروز شد. در تور ۲۰۰۸، فریره برندهٔ پیراهن امتیازی شد. در تو ۲۰۰۹ فریره و رکابزنی دیگر، هدف تفنگ بادی قرار گرفتند. ساچمه به ران فریره خورد و در رتبهٔ ۱۱۷ آن مرحله قرار گرفت.
در مارس ۲۰۱۰ فریره برندهٔ میلان–سانرمو شد و در اکتبر همان سال، نخستین اسپانیایی شد که فاتح پاریس–تور شده‌است. در همین مسابقه، به خاطر شکستن رکورد سرعت متوسط در مسابقات یک‌روزه برندهٔ جایزهٔ غیر رسمی روبان قرمز شد. سرعت متوسط او ۴۷٫۷۳ کیلومتر بر ساعت بود.
فریره پیش از مسابقات قهرمانی جهان ۲۰۱۱ بازنشستگی خود در پایان فصل در صورت عدم پیروزی در مسابقه را اعلام کرد. به مذاکره برای تمدید قرارداد با تیم خود نیز پایان داد و علت آن را بدتر شدن مشکلات تنفسی با وجود جراحی سینوس و بینی در دو سال گذشته دانست. او نتوانست در تور ۲۰۱۱ رکاب بزند و در ووئلتا نیز وادار به کناره‌گیری شد.

### کاتیوشا (۲۰۱۲)
در پایان فصل ۲۰۱۱ فریره ناگهان تصمیم خود را تغییر داد. رابوبانک پیشنهادی برای تمدید قرارداد نداد و فریره با تیم‌های دیگر وارد مذاکره شد تا در نهایت به تیم کاتیوشا بپیوندد. فصل ۲۰۱۲ به خوبی آغاز شد و فریره در یک مرحله از تور داون آندر و یک مرحله از تور آندلس پیروز شد. در دو کلاسیک بهاره دوم شد و در مسابقه طلایی آمستل، با وجود فرار از گروه پیشتاز در ۵ کیلومتری خط پایان، در نهایت در رتبهٔ چهارم قرار گرفت. فریره در پایان فصل از دوچرخه‌سواری حرفه‌ای خداحافظی کرد و پیشنهاد تیم ایوسکالتل-ایوسکادی برای فصل ۲۰۱۳ را نپذیرفت.